# جوديث هنري
جوديث هنري (بالفرنسية: Judith Henry )‏ (و. 1968 – م) هي ممثلة، من فرنسا، ولدت في باريس.

## وصلات خارجية
- جوديث هنري على موقع IMDb (الإنجليزية)
- جوديث هنري على موقع ألو سيني (الفرنسية)
- جوديث هنري على موقع أول موفي (الإنجليزية)
- جوديث هنري على موقع قاعدة بيانات الأفلام السويدية (السويدية)
- جوديث هنري على موقع قاعدة بيانات الفيلم (الإنجليزية)
- جوديث هنري على موقع كينوبويسك (الروسية)